# Xã Twelvemile, Quận Madison, Missouri
Xã Twelvemile (tiếng Anh: Twelvemile Township) là một xã thuộc quận Madison, tiểu bang Missouri, Hoa Kỳ. Năm 2010, dân số của xã này là 349 người.